# Les Wirdozes
Les Wirdozes (Weird-Oh's) est une série télévisée d'animation canadienne en treize épisodes de 22 minutes contenant chacun deux segments, produite par DHX Media, et diffusée à partir du 15 septembre 1999 sur Fox Family aux États-Unis puis sur YTV au Canada.
Au Québec, la série a été diffusée à partir du 6 janvier 2001 sur VRAK et, en France, sur Télétoon.

## Distribution

### Voix originales
- Kathleen Barr : Digger, Mama-B Chassis
- Cusse Mankuma : Eddie
- Tabitha St. Germain : Portia
- Scott McNeil : Daddy-O Chassis, Davey, Killer McBash
- Ian James Corlett : Baby Chassis, Wade
- Mark Acheson : Leaky Boat Louie
- Garry Chalk : oncle Huey
- Elizabeth Carol Savenkoff : Slingrave Curvette

### Voix françaises
- Olivier Cuvelier
- Aurélien Ringelheim : Digger
- Véronique Fyon : Portia
- Tony Beck
- Alain Louis
- Pascal Racan
- Raphaël Anciaux
- Véronique Biefnot
- Xavier Percy
- Frederik Haùgness
- Erico Salamone
- Muriel Piette
- Fanny Roy

## Épisodes
1. Le Journal de Portia (Diary of a Mad Sister)
2. Baby sitting (Black-Eyed Babysitters)
3. Destitution de Daddy O'  (Daddy Dismissed)
4. Les Adieux de Wade (R.I.P. Off Wade)
5. Opération 2 roues (Rebel Without a Ride)
6. Vidéo collision (Lights-Cameras-Traction !)
7. Danger poids lourd
8. Vol de voiture
9. Killer, je t'affranchise (Killer Mc B, I Set You Free)
10. École de combat
11. Obsession
12. Tragédie théâtrale turbo (The Turbocharged Theatrical Tragedy)
13. Le Cadeau d'anniversaire (A Birthday Wish)
14. Auto-école (Street Sense)
15. Poisson d'avril (Pranks for the Memories)
16. Essence familiale (Family Fuel)
17. Jamais sans mon alligator (Not Without My Gator)
18. Apocalypse
19. L'Histoire sans freins
20. La Légende du fantôme
21. Huile de friture
22. L'Île déserte
23. Le Cycle infernal (The Cycle of No Escape)
24. Le Pistonné
25. L'Histoire des deux Wade (Tale of Two Wades)
26. Les Steel Pluckers en tournée (Traffic Jam Session)